# Gun Holmqvist
Gun Ingegärd Holmqvist, född 11 augusti 1931 i Jukkasjärvi i Lappland, död 12 oktober 1988 i S:t Görans församling i Stockholm, var en svensk skådespelare.
Holmqvist debuterade 1968 i Tage Danielssons och Per Åhlins I huvet på en gammal gubbe. 1969 spelade hon modern Ann-Sofi Jonsson i 25 avsnitt av TV-serien Herkules Jonssons storverk.

## Filmografi
- 1968 – I huvet på en gammal gubbe
- 1969 – Herkules Jonssons storverk (TV-serie)